# ナタル・バジルール
ナタル・バジルール（Natarle Badgiruel）は、テレビアニメ『機動戦士ガンダムSEED』に登場する架空の人物。
担当声優は桑島法子。

## 人物
- 人種：ナチュラル
- 生年月日：C.E.46年12月24日
- 没年月日：C.E.71年9月27日
- 星座：磨羯宮
- 年齢：25歳
- 血液型：AB型
- 身長：174cm
- 体重：60.5kg
- 髪の色：黒
- 瞳の色：紫
- 階級：少尉[1][2]→中尉[3]（地球降下後）→少佐[4]（ドミニオン艦長）

地球連合軍の女性士官で、登場時の階級は少尉。代々続く軍人家系の出身で、彼女自身も優秀な戦闘指揮官である。
私情よりも軍の任務を優先する性格。厳格で気が強く、劇中では軍人らしい判断をしないマリュー・ラミアスとは度々意見が対立するが、内心では認めている部分もあったとされる。マリューと同じ人情派であるハルバートンとも反りが合わなかったが（初対面の時点で既に彼から冷遇されている部分が見受けられる）、彼が戦死する際にはマリューとともに敬礼を深々と行っている。
一方で、アフリカのタッシルの街がバルトフェルド隊に焼かれた時は、泣いていた子供へ自分の軍帽や非常食を与えて慰めるなど、優しい一面も見せる。しかし、その直後には子供たちに囲まれて狼狽するなど、子供の扱いは苦手であることがうかがえる。
酒には弱い下戸であり、「明けの砂漠」のメンバーたちと祝杯を挙げた時は、1人だけ咳き込んでいた。

## 経歴
物語開始当初はアークエンジェルの搭乗員であったが、ヘリオポリスにおけるザフト軍の襲撃に遭遇する。この戦闘で艦長らが戦死したことにより、同艦の事実上の艦長となったマリューの副長兼CICの統括に就く。
アラスカ基地到着後は少佐へ昇進し、アークエンジェル級2番艦ドミニオンの艦長へ転属する。異動命令の直後にアラスカ基地攻略戦が行われ地球軍のサイクロプス自爆で味方をも巻き込む卑劣な作戦を味方将兵の噂で知り動揺する。ドミニオンに同乗していたムルタ・アズラエルを中心とするブルーコスモスのアラスカ基地攻略戦を中心とするコーディネイターを滅ぼすための手段を選ばない行動には疑念を抱きつつも任務を優先し、宇宙へ上がった。宇宙ではアラスカ基地から逃亡したアークエンジェルの討伐命令を受け、かつての同僚を敵に回すことに苦慮しながらも戦闘では見事な戦術を披露し、アークエンジェルを撃破寸前まで追い詰めた。
第二次ヤキン・ドゥーエ攻防戦において、地球軍艦隊がザフト軍のジェネシスによって壊滅的被害を受けた際に、味方艦の救護を無視して再度の総攻撃を命じたりプラント自体を核攻撃して攻撃対象に民間人を含めた無差別攻撃を仕掛けようとしたアズラエルを生かしておいてはならないと確信するに至り、アークエンジェルとの戦闘中にフレイ・アルスターがアークエンジェルに対して退避勧告を出したことに端を発して同調し、戦闘継続を主張する彼の抗弁を無視して全クルーに退艦命令を出す。アズラエルに全身を銃で撃たれながらもブリッジのゲートを閉じて彼の退艦を封じ、アークエンジェルにローエングリンを撃たせ、アズラエルを道連れに戦死した。その最期はマリューをはじめアークエンジェルのクルーに進むべき道を示唆することとなったが、ドミニオンから退艦したクルーはフレイを含めアークエンジェルへの到着前に襲来したプロヴィデンスによって脱出艇ごと殺害されたため、前述のナタルの真意がマリューたちへ伝わることはなかった。

## ゲームへの出演
機動戦士ガンダムSEED 友と君と戦場で。
条件次第でアーノルド・ノイマンの告白を受け、生存するルートが設けられている。
スーパーロボット大戦J
担当声優が同じ機動戦艦ナデシコのミスマル・ユリカに強い敵対心を抱き、ナデシコと戦闘を行うと私情むき出しの台詞をアズラエルに突っ込まれ、ナデシコからの被弾、撃沈時には掛け合い漫才のようなやり取りを見せる。
スーパーロボット大戦W
アズラエルに銃撃されるのは原作同様だが、ブリッジへ乗り込んできた叢雲劾によって救出される。傷はそれほど深くなかったらしく、その後は新国連軍を内部から改革し、ザ・データベースの無差別攻撃から地球とプラントの双方を守るために戦っているなど、出番は少ないがかなり待遇が良い。
SDガンダム GGENERATION DS
ライバルルートでは中盤以降のプレイヤー部隊の旗艦ドミニオン艦長となり、傭兵部隊として行動していたシーマ・ガラハウ率いるジオン残党（ゲーム前半のプレイヤー部隊）と合流する。当初はティターンズ所属であり、アズラエルと行動を共にしていたが、ブルーコスモスと対立したトレーズ・クシュリナーダの抹殺に反発し、ジェリド・メサやシーマの説得を受けてアズラエルへ反旗を翻すに至った。その後のステージではマリューと和解し、一時共闘する。
真・ガンダム無双
オリジナルシナリオ「空中の救出作戦」における役柄は、要人護送中のアウドムラ艦長。部下として登場するガンダムパイロットたちはジュドー・アーシタ、バナージ・リンクス、リディ・マーセナス、ティエリア・アーデ。厳格だが原作よりも性格が丸くなり、護衛対象であるオードリー・バーンがリィナ・アーシタと一緒にさらわれた後、ジュドーたちへ彼女たちの奪還を命じる。

## 備考
- 『SEED』シリーズで歌手としてデビューした玉置成実や『SEED』シリーズで音楽を担当した佐橋俊彦は、特にお気に入りのキャラクターとしてナタルの名を挙げている[5][6]。